# Ovsík
Ovsík (Arrhenatherum) je rod trav, tedy z čeledi lipnicovitých (Poaceae). Jedná se o vytrvalé byliny. Jsou trsnaté. Stébla dorůstají výšek zpravidla 30–200 cm. Čepele listů jsou ploché nebo svinuté, dosahují šířky 2–7 mm, na vnější straně listu se při bázi čepele nachází jazýček. Květy jsou v kláscích, které tvoří latu. Klásky jsou zboku smáčklé, vícekvěté (zpravidla 2–4 květy), ale horní květ bývá sterilní a spodní pouze samčí. Na bázi klásku jsou 2 plevy, které jsou zpravidla nestejné, bez osin. Pluchy jsou osinaté nebo bez osin. Osina je někdy kolénkatá, u horních květů někdy mnohem kratší než u spodního. Plušky jsou dvoukýlné, bez osin. Plodem je obilka. Celkově jsou známy asi 4 druhy, které se vyskytují v Evropě včetně Středomoří, místy i jinde jako adventivní.

## Druhy rostoucí v Česku
V České republice roste pouze 1 druh z rodu ovsík, a to ovsík vyvýšený (A. elatius). Jedná se o významný druh mezofilních luk, zvláště na místech bohatších na živiny od nížin až do nižších horských poloh. Často je vyséván do kulturních luk a někdy se jedná o expanzívní rostlinu, např. v některých typech suchých trávníků.